# 井上勲 (歴史学者)
井上 勲（いのうえ いさお、1940年12月5日-2016年11月14日）は、日本の日本史学者。学習院大学名誉教授。専門は日本近代史。特に幕末の政治史・政治思想史。

## 経歴
1940年、山口県で生まれた。東京大学文学部国史学科で学び、卒業。同大学大学院文学研究科に進み、博士課程を満期退学。
その後は東京大学助手に採用された。1973年、学習院大学文学部史学科助教授に就任。1989年に教授昇格。2011年に学習院大学を退任し、名誉教授となった。2016年に死去。

## 研究内容・業績
専門は日本近世史。「一会桑政権」という用語を最初に使い始めた研究者でもある。主要著書の『王政復古』は、幕末政治史研究に多くの論点を提示した。

## 著作
単著
- 『文明開化』教育社歴史新書 1986
- 『王政復古』中公新書 1991
- 『坂本龍馬』山川出版社 2009
- 『明治維新Ⅰ』研文出版 2017

共編著
- 『明治百年の序幕』(大世界史 21) 芳賀徹共著、文藝春秋 1969
  - 改題文庫化『明治維新と日本人』講談社学術文庫 1980[3]
- 『近代日本政治思想史 1』橋川文三・松本三之介編、有斐閣 1971

執筆「ネーションの形成」
執筆「統一国家のヴィジョン」
- 『近代日本思想史』荒川幾男・生松敬三編、有斐閣双書 1973

執筆「「開国」と近代国家の成立」
- 『近代日本の二人の主役』(ライバル日本史 4) 笠原一男・鳥海靖編、評論社 1978

執筆「痩我慢の精神」
- 『別冊歴史読本　坂本龍馬の謎』新人物往来社 1985

執筆「大政奉還立案の真相は」
- 『徳川の政治と社会』(江戸とは何か 2) 大口勇次郎編、至文堂 1985

執筆「王臣と陪臣と：徳川支配の正統性についての断想」
- 『江戸の幕末』(江戸とは何か 4) 勝部真長共編、至文堂(現代のエスプリ別冊) 1986

執筆「概説・江戸の幕末：崩壊と再生」
- 『近代・現代』(見る・読む・わかる日本の歴史 4) 編、朝日新聞社 1993
- 『歴史家の読書案内』石井進編、吉川弘文館 1998

執筆「座周四冊」
- 『幕末学のみかた。』朝日新聞社 1998

執筆「世界史の構成員となる過程に生じた社会変動」
- 『歴史遊学』学習院大学文学部史学科編、山川出版社 2001

執筆「『夢酔独言』：その人・その世界・その時代、そして読書は愉しみ」
- 『開国と幕末の動乱』(日本の時代史 20) 編、吉川弘文館 2004

執筆「開国と幕末の動乱」
執筆「徳川の遺臣：その行動と倫理」
- 『日本史の環境』(日本の時代史 29) 編、吉川弘文館 2004

執筆「日本史の環境」
- 『幕末・明治前期』(日記に読む近代日本 1) 編、吉川弘文館 2012

雑誌論文
- 井上1966「長州藩尊攘運動の思想と構造」『史学雑誌』75－3
- 井上1968「将軍空位時代の政治史：明治維新政治史研究」『史学雑誌』77－11
- 井上1972「大政奉還運動の形成過程（一）」『史学雑誌』88－11
- 井上1972「大政奉還運動の形成過程（二）」『史学雑誌』88－12
- 井上1973「激動期の政治リーダー：坂本龍馬と中岡慎太郎」『エコノミスト』51－42
- 井上1973「慶応三年十月の討幕派と討幕密勅」『学習院史学』10
- 井上1974「大政奉還運動の展開過程」『学習院大学文学部研究年報』20
- 井上1975「幕末・維新期における「公議輿論」観念の諸相：近代日本における公権力形成の前史としての試論」『思想』609
- 井上1978「坂本龍馬の可能性」『歴史と人物』80
- 井上1997「大老 井伊直弼」『学習院史学』35
- 井上1997「幕末政治社会の形成：嘉永六年七月の諮問と答申をめぐって」『学習院大学史料館紀要』9
- 井上1999「徳川斉昭、海防の幕政参与に就任：年表原稿についての断想」『日本歴史』616
- 井上2005「川路高子『上総日記』解題」『学習院大学史料館紀要』13